# Segura (sambavereniging)
Segura! (volledige naam: Segura! Escola de Samba Maestricht) is een samba-vereniging met als standplaats Maastricht. Segura! speelt diverse stijlen Braziliaanse percussie zoals, samba batucada, samba reggae, maracatu en funk.

## Ontstaan
Segura! is opgericht in 1997. De vereniging is ontstaan vanuit de carnavalstraditie in Maastricht. Eind jaren negentig maakten honderden trommelaars op het St.Amorsplein een oorverdovend trommelgeluid. Hieruit zijn een aantal samba-bands voortgekomen. Segura! is van een vriendenclub met 15 leden inmiddels uitgegroeid tot een van de grootste samba-bands van Nederland met meer dan 40 leden.

## Optredens
Door de jaren heen heeft Segura! opgetreden op diverse evenementen en (samba)festivals in binnen en buitenland, zoals Sambafestival Eindhoven, optocht van de 3 Oktober Feesten in Leiden (2007), Koninginnedag in Amsterdam, opening WK-21 in Kerkrade (2005), particulier feest in Italië (2002), internationale optocht in Brussel (2008) en het Karnaval i Aalborg in Denemarken (2007, 2009 en 2013). Daarnaast treedt Segura! ongeveer 30 keer per jaar op ter opluistering van kleinere evenementen.
In 2009 won Segura! de internationale wedstrijd "Battle of the Bands" tijdens het Karnaval i Aalborg in Denemarken.

## Carnaval in Maastricht
Segura! is met name bekend vanuit het carnaval in Maastricht, dat met een 10-tal verenigingen de samba-stad van het Zuiden is geworden. De groep valt dan vooral op door hun zwarte pakken in een stijl tussen Science Fiction en Fantasy. De pakken zijn voorzien van honderden rode led lampjes. Segura! doet aan alle activiteiten mee die door de stadsvereniging De Tempeleers worden georganiseerd. Daarnaast heeft Segura! 5 keer een week voor carnaval haar eigen festival georganiseerd, genaamd "Segura! en Vrun". Dat de samba van Segura! ingebed is in het Maastrichtse carnaval blijkt uit de aandacht die de groep krijgt op de dvd 't Sjoenste Leedsje.

## Discografie
| Titel | Jaar van verschijning | Bijzonderheden |
| ----- | --------------------- | --- |
| Live  | 2004                  | Live opgenomen in de Maastricht Music Hall (toen nog Platte Zaol) en een maand later gepresenteerd in diezelfde zaal voor een 2000-koppig publiek.          |
| Onze  | 2008                  | Opgenomen ter ere van het 11-jarig bestaan. Op het album staan nummers waarbij samengewerkt wordt met de Coriovallum Pipe Band, Zoeper en De Pottemennekes. |